# Albacete Balompié
Sociedad Deportiva Albacete Balompié – hiszpański klub piłkarski z siedzibą w mieście Albacete. Swoją karierę zaczynał tam Andrés Iniesta.

## Historia
Klub założony został 1 sierpnia 1940 roku. W sezonie 2005/2006 zajął ostatnie miejsce w tabeli i spadł z Primera División. W 2011, 2016 i 2021 roku, drużyna spadała z Segunda División do trzeciego szczebla rozgrywek w Hiszpanii. 11 czerwca 2022 Albacete Balompié pokonało w finale baraży o awans do Segunda División Deportivo La Coruña 2:1, kończąc tym samym swój jednoroczny pobyt w półprofesjonalnej Primera División RFEF, która powstała w wyniku likwidacji Segunda División B.

## Osiągnięcia
- 7 sezonów w Primera División
- 24 sezony w Segunda División
- 1 sezon w Primera División RFEF
- 11 sezonów w Segunda División B
- 29 sezonów w Tercera División

## Skład
Stan na 23 lipca 2019
| Nr | Poz. | Piłkarz          |
| -- | ---- | ---------------- |
| 2  | OB   | Álvaro Arroyo    |
| 3  | OB   | Francisco García |
| 4  | OB   | Nicolás Gorosito |
| 7  | PO   | Néstor Susaeta   |
| 10 | NA   | Roman Zozula     |
| 13 | BR   | Bartolomeu Nadal |
| 14 | PO   | Diego Barri      |
| 15 | NA   | Javier Acuña     |
| 16 | OB   | José Caro        |
| 18 | PO   | Álvaro Herrero   |
| 22 | NA   | Rey Manaj        |
| 24 | NA   | Jérémie Bela     |
| 26 | BR   | Dario Ramos      |
| 28 | NA   | Javi Forjan      |

| Nr | Poz. | Piłkarz                                  |
| -- | ---- | ---------------------------------------- |
| 30 | OB   | Angel Morcillo Moreno                    |
| 31 | BR   | Hugo Eyre                                |
| 32 | PO   | Alvaro Gomez                             |
| 38 | NA   | Miguel Angel Gomez                       |
|    | PO   | Alfredo Ortuño                           |
|    | NA   | Sergio Molina                            |
|    | OB   | Alberto Benito                           |
|    | OB   | Steve Furtado                            |
|    | PO   | Karim Azamoum                            |
|    | NA   | Álvaro Jiménez (wypożyczony z Getafe CF) |
|    | NA   | Dani Ojeda (wypożyczony z CD Leganés)    |
|    | BR   | Gabriel Brazão (wypożyczony z Interu)    |
|    | PO   | Roberto Olabe (wypożyczony z SD Eibar)   |
|    | PO   | Manuel Fuster                            |

### Piłkarze na wypożyczeniu
| Nr | Poz. | Piłkarz                                            |
| -- | ---- | -------------------------------------------------- |
| 29 | OB   | Jean Jules (w Rayo Majadahonda do 30 czerwca 2020) |

| Nr | Poz. | Piłkarz                                          |
| -- | ---- | ------------------------------------------------ |
|    | NA   | Yaimil Medina (w Marbella FC do 30 czerwca 2020) |

## Strony klubowe
- Strona oficjalna Albacete
- Nieoficjalny portal statystyków i fanów
- Nieoficjalne forum klubowe
- Nieoficjalne forum klubowe